# جودي جونز
جودي جونز (بالإنجليزية: Jodi Jones)‏ (22 أكتوبر 1997 في المملكة المتحدة - ) هو لاعب كرة قدم بريطاني في مركز الهجوم. لعب مع كوفنتري سيتي وداغنهام وريدبريدج.

## وصلات خارجية
- جودي جونز على موقع قاعدة بيانات كرة القدم.إي يو (الإنجليزية)
- جودي جونز على موقع Soccerbase.com (لاعب) (الإنجليزية)
- جودي جونز على موقع Soccerway.com (الإنجليزية)